# Mensur Mujdža
Mensur Mujdža (Zágráb, 1984. március 28. –) bosnyák válogatott labdarúgó, jelenleg a Freiburg hátvédje.

## Fordítás
Ez a szócikk részben vagy egészben  a   Mensur Mujdža című angol Wikipédia-szócikk fordításán alapul.  Az eredeti cikk szerkesztőit annak laptörténete sorolja fel. Ez a jelzés csupán a megfogalmazás eredetét és a szerzői jogokat jelzi, nem szolgál a cikkben szereplő információk forrásmegjelöléseként.